# Tony Marshall

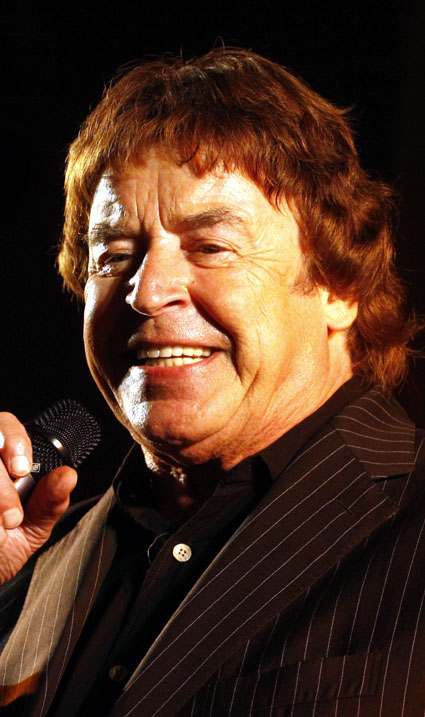
Tony Marshall (2011)

Tony Marshall (* 3. Februar 1938 als Herbert Anton Bloeth in Baden-Baden, bürgerlich Herbert Anton Hilger; † 16. Februar 2023 ebenda) war ein deutscher Schlagersänger und Fernsehmoderator. Der ausgebildete Opernsänger wurde 1971 durch den Hit Schöne Maid bekannt und verkaufte in den folgenden Jahrzehnten rund 20 Millionen Tonträger. Lieder wie Komm gib mir deine Hand (1971), Ich fang’ für euch den Sonnenschein (1972), Junge, die Welt ist schön (1973), Bora Bora (1978) oder Auf der Straße nach Süden (1978) brachten ihm den Spitznamen „Fröhlichmacher der Nation“ ein. Marshall sang in acht Sprachen und beherrschte neben Klavier und Geige vier weitere Instrumente.

## Privatleben und Familie
Tony Marshall wurde 1938 in Baden-Baden als Herbert Anton Bloeth geboren. Vor der Geburt seines ersten Kindes änderte er seinen Familiennamen in den Geburtsnamen seiner Mutter, Hilger.
1962 heiratete Marshall seine Freundin aus Kindertagen, Gaby. 1963 kam Sohn Marc Marshall zur Welt, 1967 folgte Pascal und 1979 eine Tochter. Die Söhne standen schon im Kindesalter mit ihm auf der Bühne und sind auch weiterhin im Musikgeschäft tätig: Marc als Teil des Duos Marshall & Alexander, Pascal gelegentlich als ein Teil des durch das Internet-Meme Fichtl’s Lied bekannt gewordenen Duos Die Woody’s.
Seine Tochter hat durch einen ärztlichen Kunstfehler bei einer Fruchtwasseruntersuchung seit ihrer Geburt infantile Zerebralparese und Epilepsie. Daher gründete Tony Marshall im Dezember 1999 die Tony-Marshall-Stiftung, die sich neben anderen Projekten für Menschen mit Behinderung gezielt der Schaffung von behindertengerechten Wohn- und Arbeitsplätzen und des Baus von Einrichtungen für die Behindertenhilfe annimmt.
2012 wurde bekannt, dass Marshall unter einer Polyneuropathie litt, die zeitweise zu Lähmungserscheinungen in den Beinen führte. Im März 2012 hatte er deswegen ein Konzert abgebrochen. 2019 erlitt Marshall einen Schlaganfall und anschließend ein Nierenversagen und musste seitdem dreimal in der Woche zur Dialyse. 2021 erkrankte er schwer an COVID-19. Im Mai 2022 wurde er notoperiert.
Tony Marshall starb nach langer, schwerer Erkrankung im Februar 2023 im Alter von 85 Jahren in Baden-Baden.

## Musikalische Karriere

### 1965–1970: Ausbildung und Anfänge

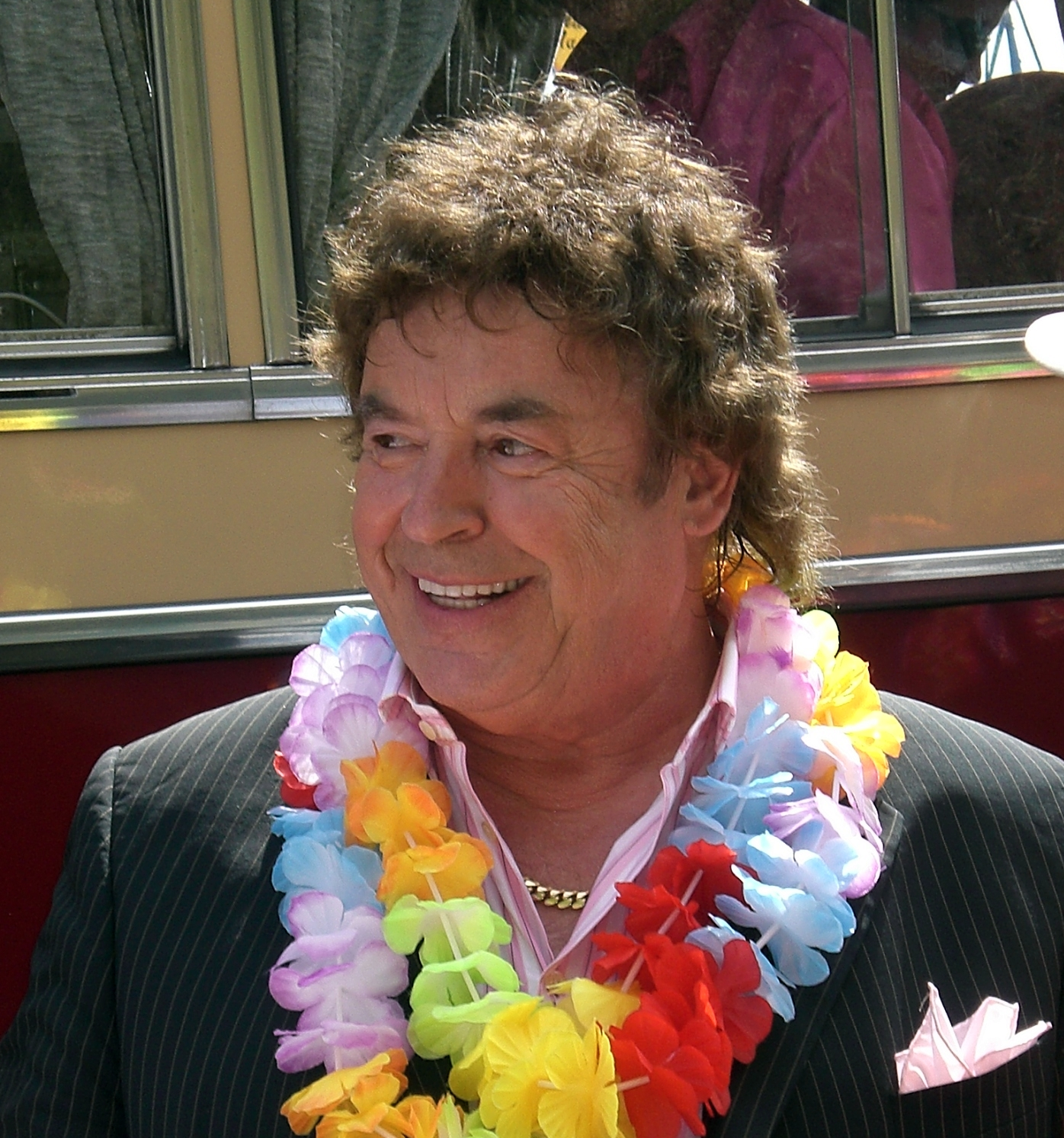
Tony Marshall (2009)

Tony Marshall studierte Musik und bestand 1965 das Examen als Opernsänger an der Karlsruher Musikhochschule. Zunächst wollte er in der Art von Charles Aznavour Sänger von Chansons werden. Seine ab 1966 in diesem Stil veröffentlichten drei Singles erwiesen sich aber als wenig erfolgreich. 1968 eröffnete er deshalb eine Kneipe in seinem Heimatort Baden-Baden.

### 1971–1999: Durchbruch und Erfolge
Bekannt wurde Marshall 1971 mit dem vom Erfolgskomponisten Jack White produzierten Lied Schöne Maid. White kannte Marshalls Lied Aline, fand allerdings, dass dieser besser zu fröhlichen Schlagern als zu ernsteren Chansons passe. Eigentlich wollte Marshall das Lied nicht singen, darum hatte er sich vor der Aufnahme mit Chianti einen Schwips angetrunken. Er hoffte, Jack White würde ihn aus dem Studio werfen. Er hatte zunächst zugesagt, weil seine erste ambitionierte Platte ein Flop war, er aber für seine Familie das Geld brauchte. Schöne Maid, deren Melodie ursprünglich ein Traditional aus Neuseeland ist (Nau Haka Taranga), wurde im selben Jahr mehr als eine Million Mal verkauft. Fortan wurde Marshall zum „Fröhlichmacher der Nation“ und zählte zu den Top-Entertainern Deutschlands. Er ging weltweit auf Tourneen, unter anderem in Japan, Afrika und Nordamerika.
Marshalls zweite Singleauskopplung Komm gib mir deine Hand war im März 1972 für ihn der erste und zugleich einzige Nummer-eins-Hit seiner musikalischen Karriere. Insbesondere in den darauffolgenden Jahren konnte er sich regelmäßig mit Singles und Alben in den Top 20 der deutschen Charts platzieren. Bei einigen seiner späteren Lieder war Marshall als Songwriter beteiligt, etwa bei seinem Hit Bora Bora aus dem Jahr 1978.
Mit dem für Marshall untypischen Titel Der Star gewann er 1976 die deutsche Vorentscheidung zum Eurovision Song Contest; das Lied wurde aber kurz darauf disqualifiziert, weil die israelische Sängerin Nizza Thobi behauptete, es schon vorher öffentlich gesungen zu haben, was gegen die Wettbewerbsregeln verstieß. Im November 1978 erschien mit Auf der Straße nach Süden die deutsche Version des im August des gleichen Jahres erstveröffentlichten Songs Looking for Freedom von Marc Seaberg. Von 1982 bis 1999 moderierte er im ZDF seine eigene Musiksendung Laß das mal den Tony machen.

### 2000–2022: Weitere Karriere

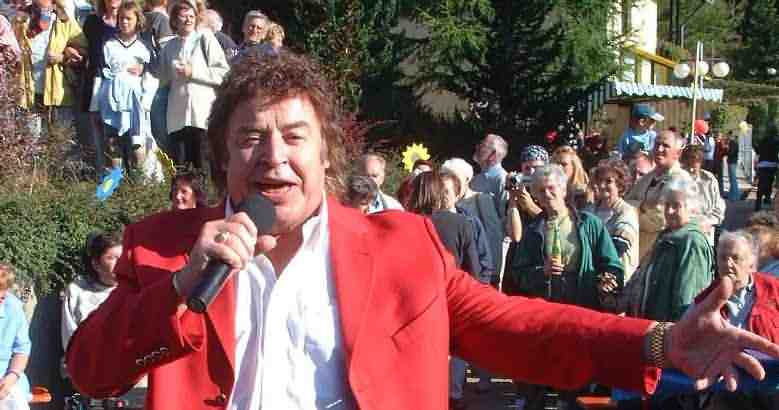
Tony Marshall (2003)

Von 2000 bis 2004 war Tony Marshall der erste Moderator der Musiksendung Fröhlicher Feierabend im SWR, nachdem diese vom Radio ins Fernsehen gewechselt war. 2004 feierte er sein 50-jähriges Bühnenjubiläum. 2005 spielte er im Frankfurter Volkstheater die Rolle des Tevje im Musical Anatevka, 2008 die des Papageno in der Zauberflöte.
2017 traf Marshall auf Günther Behrle und erzählte ihm von seinen Rentenplänen. „Die Idee, eine letzte CD zu produzieren, war da schnell geboren“, berichtet Günther Behrle. Er nahm Marshall unter Vertrag und lieferte Konzept, Musik und Texte zu dem Album Senioren sind nur zu früh geboren.
Mit einem gemeinsam mit der Sängerin Jennah Karthes auf Arabisch gesungenen Lied und einem von Eric Dean Hordes gedrehten Video machte er 2020 Werbung für die ägyptische Kaffeemarke Mom’s Choco Cafe. Trotz gesundheitlicher Probleme veröffentlichte Marshall 2021 mit Der letzte Traum eine Single und ein gleichnamiges Album. Im Juli 2022 absolvierte er im Rollstuhl sitzend ein Konzert in seiner Schwarzwälder Heimat. Im Dezember 2022 absolvierte er seinen letzten Auftritt. Er veranstaltete ein Weihnachtskonzert im Kreise seiner Familie und Freunden.

## Ehrungen und Auszeichnungen

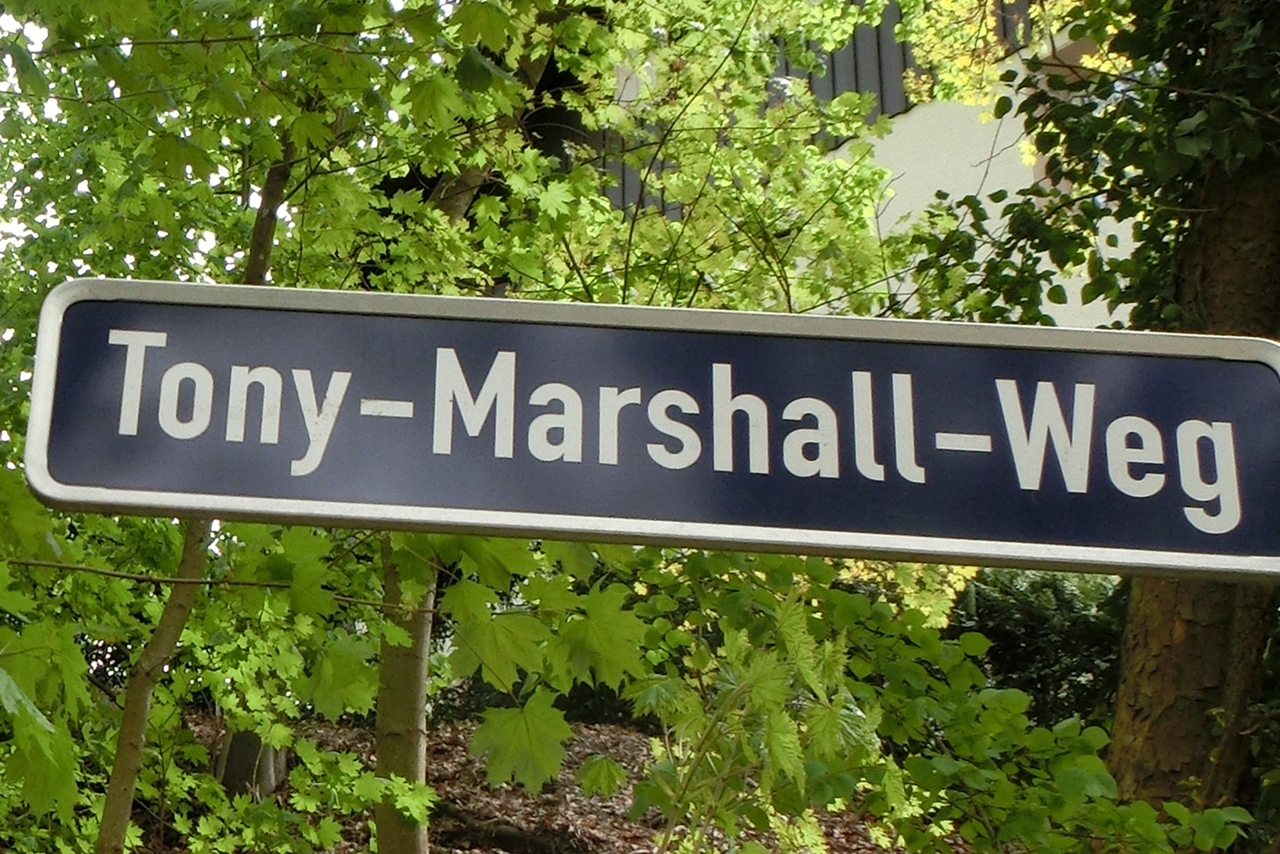
Tony-Marshall-Weg in Baden-Baden (2003)

- 1998 wurde Marshall das Bundesverdienstkreuz am Bande verliehen.[15]
- 2007 wurde er mit dem Münchhausen-Preis der Stadt Bodenwerder ausgezeichnet.
- 2008 ernannte das Südsee-Atoll Bora Bora ihn wegen seines gleichnamigen Hits aus dem Jahr 1978 zum Ehrenbürger.[16]
- Im Februar 2009 wurde er mit dem Tahiti-Nui-Orden (französisch Ordre de Tahiti Nui), dem Verdienstorden von Französisch-Polynesien, im Rang eines Offiziers ausgezeichnet.[17]
- 2010 zeichnet ihn der Bund Freiheit statt Baden-Württemberg (B.F.s.B.W.) mit dem Titel „Badener des Jahres 2010“ aus.[18]
- 2018 verlieh die Stadt Baden-Baden ihm anlässlich seines 80. Geburtstags die Ehrenbürgerschaft.[19]
- 2003 wurde der Tony-Marshall-Weg in seiner Geburts- und Heimatstadt Baden-Baden nach ihm benannt.
- 2021 bekam Marshall den Smago! Award für sein „Lebenswerk“.[20]

## Diskografie
Studioalben

| Jahr | Titel Musiklabel | Höchstplatzierung, Gesamtwochen/‑monate, AuszeichnungChartplatzierungen (Jahr, Titel, Musiklabel, Platzierungen, Wochen/Monate, Auszeichnungen, Anmerkungen) | Höchstplatzierung, Gesamtwochen/‑monate, AuszeichnungChartplatzierungen (Jahr, Titel, Musiklabel, Platzierungen, Wochen/Monate, Auszeichnungen, Anmerkungen) | Höchstplatzierung, Gesamtwochen/‑monate, AuszeichnungChartplatzierungen (Jahr, Titel, Musiklabel, Platzierungen, Wochen/Monate, Auszeichnungen, Anmerkungen) | Höchstplatzierung, Gesamtwochen/‑monate, AuszeichnungChartplatzierungen (Jahr, Titel, Musiklabel, Platzierungen, Wochen/Monate, Auszeichnungen, Anmerkungen) | Höchstplatzierung, Gesamtwochen/‑monate, AuszeichnungChartplatzierungen (Jahr, Titel, Musiklabel, Platzierungen, Wochen/Monate, Auszeichnungen, Anmerkungen) | Anmerkungen                                           |
| Jahr | Titel Musiklabel | DE | AT | CH | BEF | NL | Anmerkungen                                           |
| ---- | --- | --- | --- | --- | --- | --- | ----------------------------------------------------- |
| 1970 | Wenn du allein zu Hause bist Decca Records (Decca)                                                                                  | — | — | — | — | — | Erstveröffentlichung: 1970                            |
| 1972 | Schöne Maid Ariola (Ariola) | DE2 Gold · (12 Mt.)DE | — | — | — | — | Erstveröffentlichung: Januar 1972 Verkäufe: + 250.000 |
| 1972 | Ich fang für euch den Sonnenschein Ariola (Ariola)                                                                                  | DE17 (6 Mt.)DE | — | — | — | — | Erstveröffentlichung: Oktober 1972                    |
| 1973 | Die größten Polka-Hits mit Tony Marshall und seinen lustigen Musikanten auch bekannt als: Meine Rosa ist aus Böhmen Ariola (Ariola) | DE33 (5 Mt.)DE | — | — | — | — | Erstveröffentlichung: August 1973                     |
| 1973 | Junge, die Welt ist schön Ariola (Ariola)                                                                                           | DE22 (4 Mt.)DE | — | — | — | — | Erstveröffentlichung: Dezember 1973                   |
| 1974 | Hinaus in die Ferne Ariola (Ariola)                                                                                                 | — | — | — | — | — | Erstveröffentlichung: 1974                            |
| 1975 | Das Leben ist so wunderbar Ariola (Ariola)                                                                                          | — | — | — | — | — | Erstveröffentlichung: 1975                            |
| 1975 | Oh, wie bist du schön Ariola (Ariola)                                                                                               | — | — | — | — | — | Erstveröffentlichung: 1975                            |
| 1975 | Fröhlicher Musikant Ariola (Ariola)                                                                                                 | — | — | — | — | — | Erstveröffentlichung: 1975                            |
| 1976 | Das Wandern ist des Tony’s Lust Ariola (Ariola)                                                                                     | — | — | — | — | — | Erstveröffentlichung: 1976                            |
| 1976 | Ja, so ist der Tony Ariola (Ariola)                                                                                                 | — | — | — | — | — | Erstveröffentlichung: 1976                            |
| 1977 | Die Super-Stimmungs-Fête mit Tony Marshall Ariola (Ariola)                                                                          | — | — | — | — | — | Erstveröffentlichung: 1977                            |
| 1978 | Meine Wunschmelodien – Tony Marshall singt internationale Lieder Ariola (Ariola)                                                    | — | — | — | — | — | Erstveröffentlichung: 1978                            |
| 1979 | Ich klau dir eine Straßenbahn Ariola (Ariola)                                                                                       | — | — | — | — | — | Erstveröffentlichung: 1979                            |
| 1981 | Mach dir das Leben doch schön Ariola (Ariola)                                                                                       | — | — | — | — | — | Erstveröffentlichung: 1981                            |
| 1983 | Ach laß mich doch in deinem Wald der Oberförster sein Ariola (Ariola)                                                               | — | — | — | — | — | Erstveröffentlichung: 1983                            |
| 1984 | Laß das mal den Tony machen – Folge 2 Ariola (Ariola)                                                                               | DE14 (6 Wo.)DE | — | — | — | — | Erstveröffentlichung: 1984                            |
| 1986 | Laß das mal den Tony machen – Folge 3 Ariola (Ariola)                                                                               | DE8 (5 Wo.)DE | — | — | — | — | Erstveröffentlichung: 1986                            |
| 1988 | Laß das mal den Tony machen – Folge 4 White Records (BMG)                                                                           | DE40 (3 Wo.)DE | — | — | — | — | Erstveröffentlichung: 1988                            |
| 1988 | Die fröhlichen Fußballhits zur EM ’88 White Records (BMG)                                                                           | — | — | — | — | — | Erstveröffentlichung: 1988 mit Berni                  |
| 1994 | So bin ich Intercord (IRS) | — | — | — | — | — | Erstveröffentlichung: Februar 1994                    |
| 1995 | Go West Intercord (IRS) | — | — | — | — | — | Erstveröffentlichung: 16. Februar 1995                |
| 2008 | Wie nie 313 Records (Sony BMG) | — | — | — | — | — | Erstveröffentlichung: 1. Februar 2008                 |
| 2009 | 1000-mal an Dich gedacht Gloriella Music (Sony)                                                                                     | — | — | — | — | — | Erstveröffentlichung: 6. Februar 2009                 |
| 2010 | Tony 2010 Gloriella Music (Sony) | — | — | — | — | — | Erstveröffentlichung: 23. Juli 2010                   |
| 2011 | Ich war noch nie dem Himmel so nah Seven Days Music (Sony)                                                                          | — | — | — | — | — | Erstveröffentlichung: 25. November 2011               |
| 2013 | Du bist der Wahnsinn Gloriella Music (Sony)                                                                                         | — | — | — | — | — | Erstveröffentlichung: 27. September 2013              |
| 2018 | Senioren sind nur zu früh geboren Flamingo Records (UMG)                                                                            | DE87 (1 Wo.)DE | — | — | — | — | Erstveröffentlichung: 23. Februar 2018                |
| 2021 | Der letzte Traum Telamo (WMG) | DE92 a (1 Wo.)DE | — | — | — | — | Erstveröffentlichung: 5. November 2021                |

grau schraffiert: keine Chartdaten aus diesem Jahr verfügbar

## Filmografie

### Filme
- 1969: Husch, husch ins Körbchen
- 1972: Heute hau’n wir auf die Pauke (Fernsehfilm, Regie: Ralf Gregan)
- 1982: Lieder vom Faß – Lieder zum Spaß (Fernsehmusikfilm)
- 1983: Das kann ja heiter werden (eine Episode)
- 2010: Die Fallers (eine Episode)

### Moderation
- 1982–1999: Laß das mal den Tony machen (Die Tony-Marshall-Show, ZDF)
- 2000–2004: Fröhlicher Feierabend (SWR)

### Gastauftritte in Fernsehsendungen (Auswahl)
- 1972 (sechsmal): ZDF-Hitparade
- 1972 (April, Mai, Oktober): Disco (ZDF)
- 1973 (sechsmal): ZDF-Hitparade
- 1973 (Mai, Oktober): Disco (ZDF)
- 1974: Disco (ZDF)
- 1975: ZDF-Hitparade
- 1975: Musik ist Trumpf
- 1976: Disco (ZDF)
- 1976 (zweimal): ZDF-Hitparade
- 1977: Musik ist Trumpf
- 1978 (neunmal): ZDF-Hitparade
- 1978: Musik ist Trumpf
- 1979: ZDF-Hitparade
- 1981 (viermal): ZDF-Hitparade
- 1982: Disco (ZDF)
- 1982 (zweimal): ZDF-Hitparade
- 1985: Verstehen Sie Spaß? (ARD)
- 1989: ZDF-Hitparade
- 1990 (zweimal): ZDF-Hitparade
- 1991: ZDF-Hitparade
- 1992: ZDF-Hitparade
- 1993: ZDF-Hitparade
- 1993: ZDF-Fernsehgarten (ZDF)
- 1994: ZDF-Hitparade
- 1995: ZDF-Hitparade
- 1997: ZDF-Hitparade
- 1998: Alfredissimo
- 2003: Vorsicht Kamera (Sat.1)
- 2007: Das perfekte Promi-Dinner – Bleigießen zum Jahreswechsel (31. Dezember 2007) (Vox)
- 2009: ZDF-Fernsehgarten (ZDF)
- 2009: Immer wieder sonntags (ARD)
- 2009: Lafer! Lichter! Lecker! (ZDF)
- 2018: Landesschau Baden-Württemberg (SWR)
- 2019: Landesschau Baden-Württemberg (SWR)
- 2010: Verstehen Sie Spaß? (ARD)
- 2020: Schlager-Spaß mit Andy Borg (SWR)
- 2021: Schlager-Spaß mit Andy Borg (SWR, Weihnachtssendung)
- 2021: Immer wieder sonntags (ARD)

### Dokumentationen
- 2015: Krause kommt: Über Nacht bei Tony Marshall (45-minütige Ausgabe in der Fernsehreihe Krause kommt)[22]

- 2021: Tony Marshall – Mein letzter Traum (30-minütiges Fernseh-Portrait von Teo Jägersberg für das SWR Fernsehen)[23]

- 2022: Tony Marshall – Das große Interview (Deutsches Musik Fernsehen)